# Southwest Airlines
Southwest Airlines je největší nízkonákladová letecká společnost na světě se sídlem v americkém Dallasu (stát Texas). Letecké základny má na letištích v Atlantě, Baltimoru, Chicagu/Midway, Dallasu/Love, Denveru, Houstonu/Hobby, Las Vegas, Oaklandu, Orlandu, Phoenixu/Sky Harbor Pomocí více než 700 letadel Boeing 737 několika verzí provozuje lety zejména po Spojených státech, dále Kanadě a Latinské Americe a od roku 2016 létá na Kubu.
Společnost byla založena 16. března 1967, pravidelné lety zahájila 18. června 1971. Dne 28. prosince 2014 se s Southwest Airlines sloučily AirTran Airways.

## Flotila

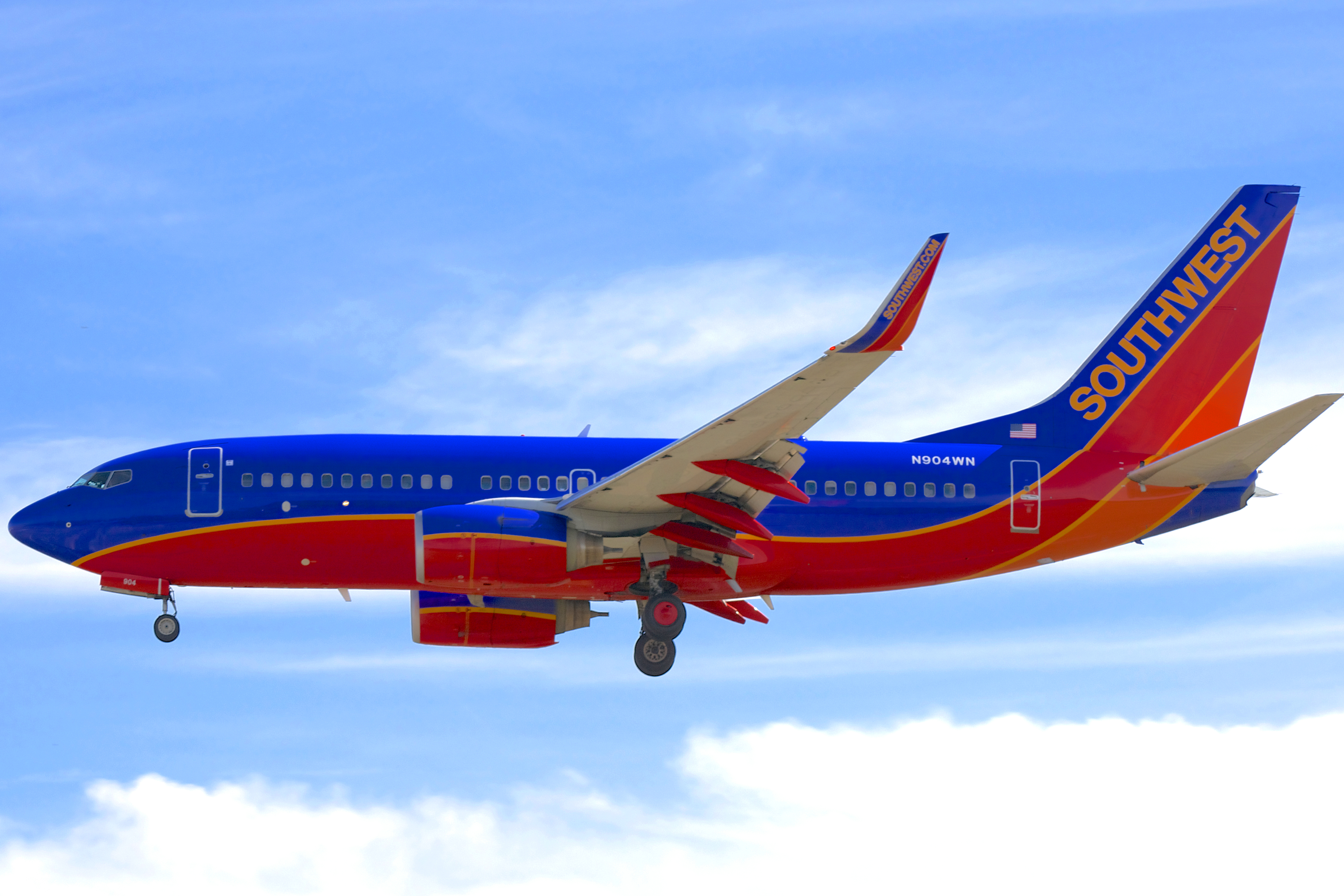
Staré zbarvení letadel Southwest Airlines (Boeing 737-700)

### Současná
SWA jsou největším uživatelem Boeingu 737 na světě.
V říjnu 2017 flotila Southwest Airlines čítala následující počet letadel, průměrné stáří letadel bylo 10,5 let (v září 2017 to bylo 11).
| Letadlo          | Počet | Objednávky | Cestující | Poznámky                                                                            |
| ---------------- | ----- | ---------- | --------- | ----------------------------------------------------------------------------------- |
| Boeing 737-700   | 508   | 1          | 143       | První zákazník tohoto typu                                                          |
| Boeing 737-800   | 170   | 32         | 175       | Dodávky do roku 2018                                                                |
| Boeing 737 MAX 7 | —     | 30         | 150       | První zákazník tohoto typu Očekávaný vstup do provozu 2019                          |
| Boeing 737 MAX 8 | 10    | 160        | 175       | První zákazník tohoto typu Vstup do provozu v květnu 2017 Náhrada za Boeing 737-300 |
| Celkem           | 688   | 223        |           |                                                                                     |

### Historická
V minulosti Southwest provozoval následující typy letadel:
- Boeing 727-200 (1979–1987)
- Boeing 737-200 (1971–2005)
- Boeing 737-300 (1984–2017)[2] první zákazník tohoto typu
- Boeing 737-500 (1990–2016) první zákazník tohoto typu